# 丹麦圣克莱蒙教堂
丹麦圣克莱蒙教堂（St Clement Danes）是伦敦西敏市的一座教堂，位于河岸街道路中心，皇家司法院外。现在的建筑物于1682年建成，由克里斯多佛·雷恩爵士设计，现在作为英国皇家空军的中心教堂。 
这座教堂出现在童谣“橙子和柠檬”中，它的钟也的确演奏这首童谣。

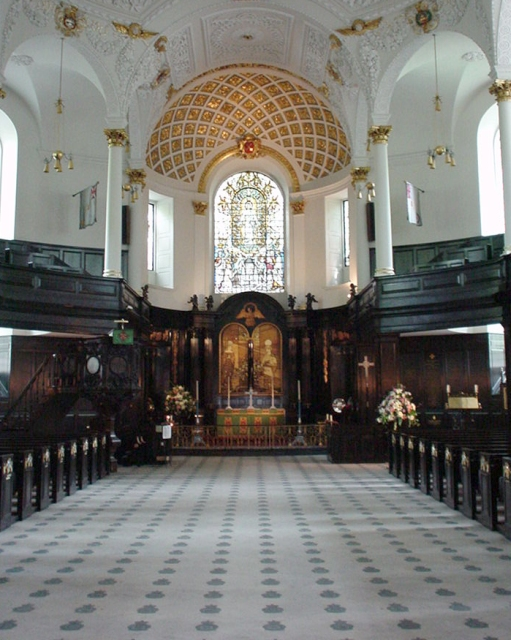
内部

河岸街上另一座街心教堂是河岸街圣母教堂。